# All or Nothing: Tottenham Hotspur
All or Nothing: Tottenham Hotspur è un docu-reality inglese a tema calcistico, incentrato sulla stagione 2019-20 della squadra di calcio londinese Tottenham Hotspur. Racconta una stagione difficile per il club, a partire dal licenziamento del tecnico Mauricio Pochettino che è stato sostituito da José Mourinho, e si concentra sul tentativo di Mourinho di guidare la squadra in una stagione insoddisfacente interrotta dalla pandemia COVID-19. Fa parte della docu-serie All or Nothing con i primi tre episodi usciti il 31 agosto 2020 su Amazon Prime, e ulteriori episodi usciti il 7 settembre e il 14 settembre.
La voce narrante è dell'attore britannico Tom Hardy.

## Produzione
È stato annunciato per la prima volta nell'ottobre 2019 che il Tottenham Hotspur sarebbe diventato il soggetto della serie di Amazon Prime All or Nothing. Inizialmente erano stati programmati otto episodi, ma in seguito è stato aggiunto un episodio in più per continuare a documentare la stagione dopo la sua ripresa, poiché inizialmente sospesa a causa della pandemia di coronavirus del 2020.
La troupe di produzione del documentario ha avuto accesso al club per fornire uno sguardo del dietro le quinte. Gli eventi del club sono stati catturati da 25 telecamere fisse e 66 microfoni ambientali installati allo stadio del Tottenham Hotspur e al centro di allenamento del club a Enfield. Questi sono stati collocati nello spogliatoio della squadra di casa, negli uffici di tutte le figure chiave tra cui l'allenatore e in altri luoghi come il ristorante della prima squadra. In luoghi non coperti da queste telecamere fisse, ad esempio quando la squadra giocava in trasferta, le riprese video sono state catturate da una troupe televisiva che seguiva la squadra. L'accesso da parte del produttore è stato autorizzato dal presidente del club Daniel Levy, ma il manager Pochettino ha espresso le sue preoccupazioni per il carico di lavoro extra causato dalla produzione. La serie, tuttavia, si è occupata poco di Pochettino e del suo licenziamento, concentrandosi invece sul suo successore Mourinho.
A causa delle regole di blocco e dei protocolli di distanziamento sociale imposti durante la pandemia, il montaggio della serie è stato effettuato da remoto e il numero di persone che lavoravano ad essa è stato ridotto.

## Episodi
| N* episodio | Titolo                     | Data pubblicazione |
| ----------- | -------------------------- | ------------------ |
| 1           | Un nuovo ingaggio          | 31 Agosto 2020     |
| 2           | Un nuovo inizio            | 31 Agosto 2020     |
| 3           | Basta fare i bravi ragazzi | 31 Agosto 2020     |
| 4           | Buone feste                | 7 Settembre 2020   |
| 5           | Nuovo ossigeno             | 7 Settembre 2020   |
| 6           | Allo stremo delle forze    | 7 Settembre 2020   |
| 7           | Nessun rimpianto           | 14 Settembre 2020  |
| 8           | Stop                       | 14 Settembre 2020  |
| 9           | La lite                    | 14 Settembre 2020  |

## Critica
L'accoglienza critica alla serie è mista. Stuart Jeffries del The Guardian ha affermato che il documentario è stato "noiosamente asettico"; che "mentre promettono l'accesso a tutte le aree, i creatori di All or Nothing sono come reporter di guerra. Sono testimoni inaffidabili compromessi da una stretta associazione con il soggetto dello show e quindi i loro filmati non sono propriamente autentici".
Henry Mance del Financial Times ha espresso l'opinione che la serie "è tutto fumo e niente arrosto", e non equivale a nient'altro che "una prima bozza di agiografia" 
Michael Hogan del Daily Telegraph ha affermato che la serie è salvata dalla personalità di Mourinho. Ha trovato Mourinho "avvincente" e la serie ha fornito "affascinanti intuizioni sui suoi metodi di lavoro", tuttavia, gli spettatori "non conoscono mai veramente i giocatori" che "ne escono sospettosamente bene".
Al contrario, Caroline Framke di Variety, ha considerato la serie "uno show dinamico e rivelatore su una squadra che si reinventa in mezzo a più disordini di quanti ne abbia mai visti". Ha scritto che "la serie per come è editata è intelligente su come presenta le dinamiche interpersonali in gioco" in una stagione turbolenta, rendendola un miglioramento rispetto al precedente All or Nothing: Manchester City.